# Hôtel Pradier d'Agrain
L'hôtel Pradier d'Agrain est un monument situé dans la ville du Puy-en-Velay dans le département de la Haute-Loire.

## Histoire
La porte sur rue, le grand escalier à colonnes torses et à balustres sont inscrits au titre des monuments historiques par arrêté du 16 septembre 1949.

Armoiries Pradier d'Agrain